# Chalil al-Hayya

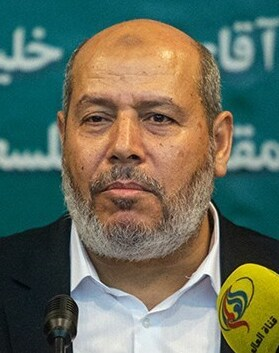
Chalil al-Hayya (2022)

Chalil al-Hayya (arabisch خليل الحية, DMG Ḫalīl al-Ḥayya; * 5. November 1960 in Gaza) ist ein palästinensischer Politiker. Er ist Mitglied des Politbüros der Hamas und seit 2017 stellvertretender Leiter des regionalen Politbüros der islamistischen Terrororganisation Hamas in Gaza.

## Nach dem Terrorangriff 2023
Im November 2023 positionierte sich al-Hayya zum Terrorangriff der Hamas auf Israel: „Es war notwendig, den Stillstand zu ändern und nicht nur einen Konflikt zu haben. Wir haben es geschafft, die palästinensische Frage wieder auf den Tisch zu bringen, und jetzt erlebt niemand mehr in der Region Ruhe.“
Am 25. April 2024 erklärte al-Hayya, die Hamas werde einem Waffenstillstand von fünf Jahren oder mehr mit Israel und zur Niederlegung der Waffen sowie zur Umwandlung der Hamas in eine politische Partei zustimmen, wenn ein unabhängiger palästinensischer Staat entlang der Grenzen von vor 1967 etabliert werde.
Am 19. Oktober 2024 bestätigte er als Hamas-Vertreter den Tod des drei Tage zuvor durch Israel getöteten Hamas-Führers Yahya Sinwar.